# Shelley Fabares
Shelley Fabares est une actrice, chanteuse et productrice américaine, née le 19 janvier 1944 à Santa Monica, Californie, aux (États-Unis).

## Biographie
Sa carrière commence avec le hit musical Johnny Angel en 1962. Plus tard, elle aura un rôle important dans la série télévisée Coach.

### Vie privée
Elle est la nièce de l'actrice Nanette Fabray.

## Filmographie

### Cinéma
- 1955 : The Girl Rush : Kim, as a Young Girl
- 1956 : Ne dites jamais adieu (Never Say Goodbye) : Suzy Parker
- 1956 : La Mauvaise Graine (The Bad Seed) : Margie
- 1956 : Rock, Pretty Baby : Twinky
- 1958 : Summer Love (en) : Twinkie Daley
- 1958 : Marjorie Morningstar : Seth's Girl Friend
- 1964 : Ride the Wild Surf : Brie Matthews
- 1965 : La Stripteaseuse effarouchée (Girl Happy) : Valerie Frank
- 1966 : Hold On! (en) : Louisa
- 1966 : Le Tombeur de ces demoiselles (Spinout) : Cynthia Foxhugh
- 1967 : Clambake d'Arthur H. Nadel (de) : Dianne Carter
- 1968 : A Time to Sing : Amy Carter
- 1987 : Hot Pursuit : Buffy Cronenberg
- 1990 : Love or Money : LuAnn Reed
- 2006 : Superman: Brainiac Attacks : Martha Kent (voix)

### Télévision
- 1958 : Walt Disney Presents: Annette (série télévisée) : Moselle Corey
- 1958 : The Donna Reed Show (série télévisée) : Mary Stone
- 1964 : La Quatrième Dimension (The Twilight Zone) (Série TV) : épisode Les Blousons noirs (Black Leather Jackets) de Joseph M. Newman (saison 5, épisode 18) : Ellen Tillman (nommée Shelly Fabares au générique)
- 1966 : Meet Me in St. Louis (TV) : Esther Smith
- 1969 : U.M.C. (TV) : 'Mike' Carter
- 1971 : Brian's Song (TV) : Joy Piccolo
- 1972 : Two for the Money (TV) : Bethany Hagan
- 1972 : The Brian Keith Show (série télévisée) : Dr Anne Jamison
- 1975 : Sky Heist (TV) : Lisa
- 1976 : The Practice (en) (série télévisée) : Jenny Bedford
- 1976 : Mary Hartman, Mary Hartman (série télévisée) : Eleanor Major (1977-1978)
- 1977 : Forever Fernwood (série télévisée) : Eleanor Major
- 1978 - 1984 : Au fil des jours (One Day at a Time) (série télévisée) : Francine Webster
- 1978 - L'incroyable Hulk (Incredible Hulk) (TV)  :02 x 09 -  escape from Los Santos : Ollie
- 1979 : Pleasure Cove de Bruce Bilson (téléfilm) : Helen Perlmutter
- 1979 : Donovan's Kid (TV) : Grace Donovan
- 1979 : Highcliffe Manor (série télévisée) : Helen Blacke
- 1979 : Friendships, Secrets and Lies (TV) : Mary Alice
- 1980 : Gridlock (TV) : Louise Gregory
- 1983 : Memorial Day (TV) : Ellie Walker
- 1985 : The Canterville Ghost (TV) : Lucy
- 1985 : Suburban Beat (TV) : Lead
- 1988 : Run Till You Fall (TV) : Kathy Reuben
- 1993 : Sous la menace d'un père (Deadly Relations) (TV) : Shirley Fagot
- 1995 : Une punition inattendue (en) (The Great Mom Swap) (TV) : Millie Ridgeway
- 1996 : Superman: The Last Son of Krypton (TV) : Martha Kent (voix)
- 1997 : L'Engrenage (A Nightmare Come True) (TV) : Lily Zarn
- 1998 : Playing to Win: A Moment of Truth Movie (TV) : Nancy Erickson
- 2005 : The One Day at a Time Reunion (TV)